# 萊托維采

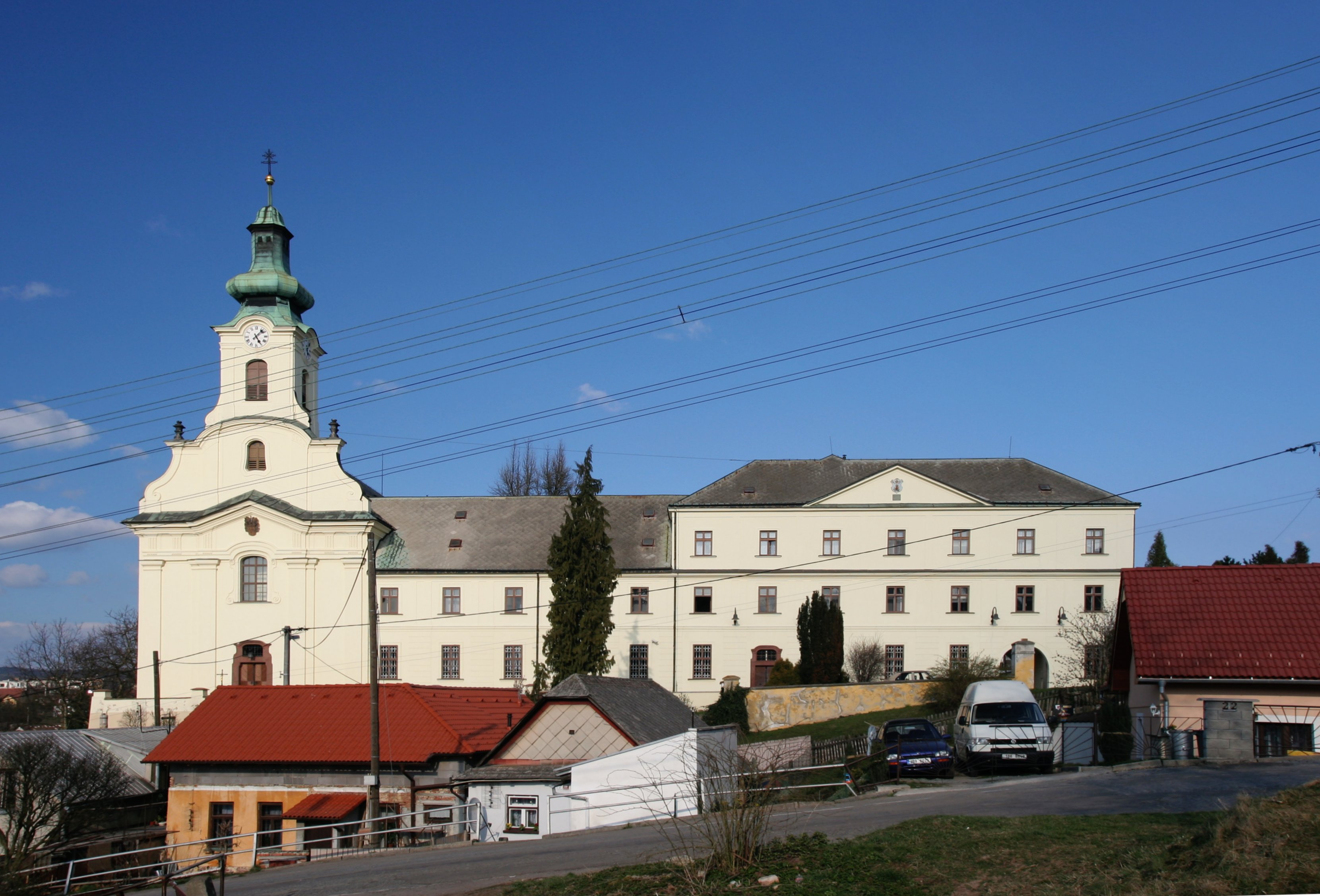

萊托維采是捷克的城鎮，位於該國東部，距離布蘭斯科21公里，由南波希米亞州負責管轄，面積51.01平方公里，海拔高度330米，該地區自新石器時代有人類居住，2005年人口6,799。

## 外部連結
- （捷克文） Official website （页面存档备份，存于）